# Mallet (Paraná)
Mallet ist ein brasilianisches Munizip im Süden des Bundesstaats Paraná. Es hat 13.428 Einwohner (2022), die sich Malletenser nennen. Seine Fläche beträgt 754 km². Es liegt 852 Meter über dem Meeresspiegel.

## Etymologie
Im Jahr 1903 erreichten die Gleise der Eisenbahnlinie São Paulo – Rio Grande (später Rede de Viação Paraná-Santa Catarina, heutige Rumo Logística)  die Siedlung. Der Bahnhof erhielt zu Ehren des Militäringenieurs João Nepomuceno de Medeiros Mallet aus Bagé den Namen Marechal Mallet. Er übertrug sich auf die alte Siedlung. In der Nähe des Bahnhofs wurde eine kleine Kapelle errichtet, deren Schutzpatron der heilige Petrus ist. So erhielt der Ort den Namen São Pedro de Mallet.

## Geschichte

### Tibagi-Expeditionen
Zwischen 1768 und 1777 führten die Expeditionen durch den Sertão do Tibagi zur Besetzung des Iguaçu-Tals. Domingos Lopes Cascais und Bruno da Costa Figueira waren die Pioniere, die in mehreren Expeditionen bis an die Grenze zum spanischen Territorium vordrangen.
Während der Vierten Expedition fuhr Bruno da Costa Figueira den Rio Potinga hinauf, erforschte seine Ufer und erreichte die Serra da Esperança. Dort konnte er weite unerforschte Gebiete feststellen.

### Erste Besiedlung
Im Jahr 1884 begannen die Arbeiten zur Landvermessung und zur Bildung von Kolonialkernen in der südlichen Region von Paraná. Eine Gruppe von Familien brach von Campo Largo da Piedade in der Nähe von Curitiba auf und traf auf dem Weg durch Palmeira auf Bauern aus Itaiacoca, Munizip Ponta Grossa. Zusammen waren es so 15 Familien, die in den Süden des Landes zogen.
Nur drei Familienoberhäupter sind namentlich bekannt: Frederico Carlos Franco de Souza, João Teixeira de Lima und Antônio Rodrigues de Lima. Nach zwei Monaten erreichten sie die Gegend am linken Ufer eines Flusses, wo sie eine kleine Siedlung mit provisorischen Behausungen errichteten. Sie gaben ihr wegen der Klarheit des Wassers den Namen Rio Claro. Diese ersten Siedler auf dem Gebiet der zukünftigen Kolonie Mallet waren nicht Teil des Kolonisierungsplans der Provinz, sondern widmeten sich einfach der Landwirtschaft und der Viehzucht. Dabei stellten sie sich den schwierigsten Problemen des Überlebens. Im Jahr 1891 wurde die Kolonie Rio Claro zusammen mit drei weiteren Kolonien im Iguaçu-Tal (Palmira, Água Branca und Eufrosina) gegründet.
Die Kolonie Eufrosina hatte ihren Sitz im Dorf Barra Feia (heute Fluviópolis) entlang des Iguaçu. Der Flusshafen von Barra Feia wurde zum Absatzmarkt für die Produkte der beiden Kolonien.

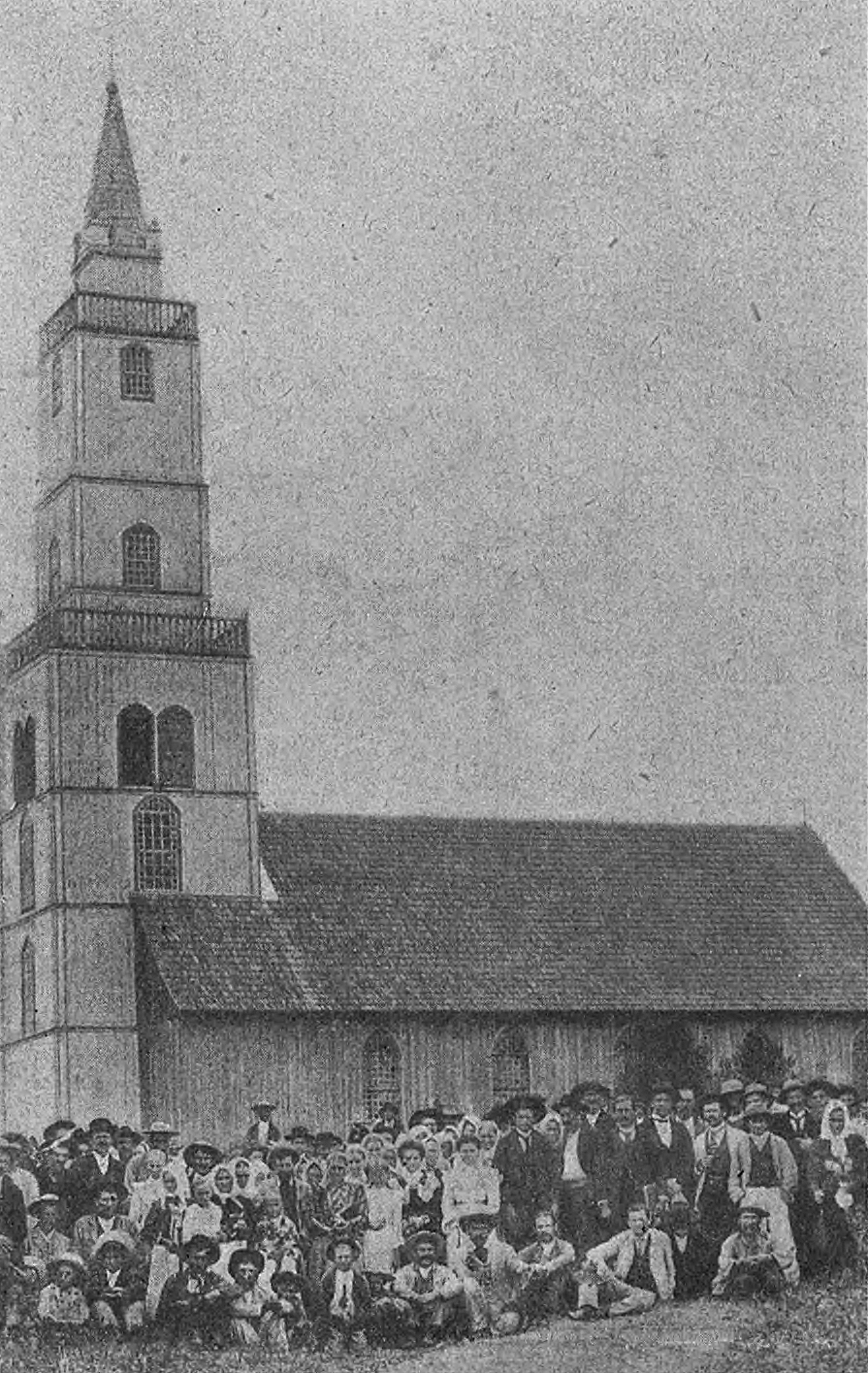
Polnische römisch.-katholische Kirche in Rio Claro (1913)

Die Kolonie Rio Claro war mit 1371 Parzellen, von denen 79 den Hauptsitz der Kolonie bildeten und die anderen sich auf 9 Hauptlinien und 18 Nebenlinien verteilten, die größte Kolonie am Ufer des Iguaçu. Diese Kolonie war mit dem Kernort Barra Feia durch eine 13 km lange Verlängerung, die so genannte Iguaçu-Linie, verbunden.

### Einwanderung aus Polen und Galizien
Im Jahr 1890 kamen die ersten europäischen Einwanderer aus Polen, die sich sechs Jahre nach der Ankunft der ersten Siedler in Rio Claro niederließen. In der Kolonie, die bereits in Parzellen von 10 Alqueires Land (24 ha) eingeteilt war, kauften sie per Ratenzahlung Grundstücke. Sie erhielten auch den  Lebensunterhalt für zwei Monate.
Obwohl es sich im Wesentlichen um Bauern handelte, brachte die polnische Einwanderung eine große Zahl von Intellektuellen, Journalisten, Wissenschaftlern, Priestern, Militärs und Künstlern mit, die einen großen Beitrag zur Modernisierung und zum materiellen und geistigen Fortschritt der Region leisteten.
Im Jahr 1891, ein Jahr nach der Ankunft der Polen, ließen sich dreitausend Ukrainer in Rio Claro und Eufrosina nieder. Die meisten von ihnen stammten aus Westgalizien und wurden von der Siedlungsbehörde als österreichische Polen und russische Polen eingestuft. Die Ukrainer und Polen bauten Kirchen, Schulen, Freizeitclubs und Häuser, viele von ihnen im europäischen Stil. Sie lebten von Ackerbau und Viehzucht. Sie handelten ihre Erzeugnisse mit den Tropeiros, die die Region auf ihrer Handelsroute von Palmas nach São Paulo durchquerten. Um 1895 nahm die Gemeinde eine weitere Gruppe von Einwanderern aus der Ukraine auf. 1896 siedelten sich achthundert Familien um die Ortskerne von Mallet und Dorizon an.

### Eisenbahn
Im Jahr 1903 kam die Eisenbahnlinie São Paulo – Rio Grande (später Rede de Viação Paraná-Santa Catarina, heutige Rumo Logística). Sie führte 20 km südwestlich an Rio Claro do Sul vorbei. Nach dem Bau des Bahnhofs siedelten sich viele Familien in seiner Nähe an und bildeten eine kleine Siedlung namens São Pedro de Mallet an den Ufern des Baches Charqueada.
Mit dem offensichtlichen Fortschritt, den die Eisenbahn mit sich brachte, wurde diese Siedlung in den folgenden Jahren für viele Familien aus Europa attraktiv. Es entstanden weitere Siedlungen wie Dorizon, Serra do Tigre, Vera Guarani, Colônia Eufrosina, Barra Feia, Santa Cruz, Lajeado oder Vera Cruz.
Die Kolonie erreichte einen gewissen Entwicklungsstand, so dass 1912 das Munizip São Pedro de Mallet gegründet werden konnte.

### Integration der Einwanderer
Mehrere Jahre nach der Ankunft der Einwanderer waren 1920 viele von ihnen noch nicht eingebürgert. Bei der dritten Volkszählung der Republik wurden  bei einer Gesamtzahl von 14.294 Einwohnern mehr als fünftausend als Ausländer geführt.
Mit dem Estado Novo (ab 1937 bis 1945) wurde der Gebrauch von Fremdsprachen verboten, so dass die Literaturklubs und Fremdsprachenschulen geschlossen wurden. Der muttersprachliche Sprachunterricht wurde der Familie überlassen. Die Bücher der Bibliotheken wurden unter den Mitgliedern verteilt, so dass sie vor einer möglichen Beschlagnahmung geschützt waren. Ab 1946 durften die Priester und Ordensleute die Siedler wieder in ihren Sprachen unterweisen, um die polnische und ukrainische Sprache zu erhalten.
Bis 1950 lag die Verwaltung der Gemeinde Mallet in den Händen von brasilianischen Führern, die nicht zur örtlichen Gemeinschaft gehörten. So finden sich unter den ersten Bürgermeistern Namen wie José Pompeu, Ademar Sá, Elpídio Caetano da Silva, Osvaldo Lombardi Dias, Odilon Barros de Camargo, Aderbal Fortes, José Paul, Valdomiro França. Eine Ausnahme bildet Bronislau Wronski (1935). Ab 1950 bringen Namen wie Szremeta, Choma, Lopacinski, Bilek, Matioski, Zanko die freie Beteiligung slawischer Nachkommen an der lokalen Verwaltung zum Ausdruck.

### Erhebung zum Munizip
Mallet wurde durch das Staatsgesetz Nr. 1189 vom 15. April 1912 aus São Mateus do Sul ausgegliedert und unter dem Namen São Pedro de Mallet in den Rang eines Munizips erhoben. Es wurde am 21. September 1912 als Munizip installiert.

## Geografie

### Fläche und Lage
Mallet liegt auf dem Segundo Planalto Paranaense (der Zweiten oder Ponta-Grossa-Hochebene von Paraná). Seine Fläche beträgt 754 km². Es liegt auf einer Höhe von 852 Metern.

### Vegetation
Das Biom von Mallet ist Mata Atlântica.

### Klima
Das Klima ist gemäßigt warm. Es werden hohe Niederschlagsmengen verzeichnet (1792 mm pro Jahr). Im Jahresdurchschnitt liegt die Temperatur bei 17,6 °C. Die Klimaklassifikation nach Köppen und Geiger lautet Cfb.

### Gewässer
Mallet liegt im Einzugsgebiet des Iguaçu. Es wird von einer Vielzahl von Bächen und kleineren Flüssen durchzogen, unter anderem dem Rio Bonito, der das Munizip im nördlichen Teil durchfließt und in den rechten Iguaçu-Nebenfluss Rio Potinga mündet. Im Westen und Süden des Munizipgebiets fließt der Rio Claro von der Serra da Esperança kommend in Richtung Iguaçu. 

### Straßen
Mallet liegt an der BR-153 (Transbrasiliana) zwischen União da Vitória und Jacarezinho.

### Nachbarmunizipien
|                  | Rio Azul                                    |                   |
| Cruz Machado     | Kompassrose, die auf Nachbargemeinden zeigt | São Mateus do Sul |
| União da Vitória | Paulo Frontin                               |                   |

## Stadtverwaltung
Bürgermeister: Moacir Alfredo Szinvelski, PSD (2021–2024)
Vizebürgermeister: Francisco Jose Makoski, PSD (2021–2024)

## Demografie

### Bevölkerungsentwicklung
| Jahr | Einwohner | Stadt | Land |
| ---- | --------- | ----- | ---- |
| 1920 | 14.294    |       |      |
| 1940 | 14.863    | 14 %  | 86 % |
| 1950 | 18.027    | 15 %  | 85 % |
| 1960 | 10.342    | 25 %  | 75 % |
| 1970 | 9.950     | 27 %  | 73 % |
| 1980 | 10.041    | 32 %  | 68 % |
| 1991 | 11.808    | 47 %  | 53 % |
| 2000 | 12.602    | 54 %  | 46 % |
| 2010 | 12.973    | 58 %  | 42 % |
| 2022 | 13.428    |       |      |

Quelle: IBGE (2011) und Volkszählung 2022

### Ethnische Zusammensetzung
| Gruppe * | 1991    | 2000    | 2010    | wer sich als …                                                                   |
| --- | ------- | ------- | ------- | -------------------------------------------------------------------------------- |
| Weiße | 93,4 %  | 89,9 %  | 89,0 %  | weiß bezeichnet                                                                  |
| Schwarze | 0,5 %   | 0,8 %   | 1,2 %   | schwarz bezeichnet                                                               |
| Gelbe | 0,0 %   | 0,1 %   | 0,5 %   | von fernöstlicher Herkunft wie japanisch, chinesisch, koreanisch etc. bezeichnet |
| Braune | 6,2 %   | 8,0 %   | 9,2 %   | braun oder als Mischung aus mehreren Gruppen bezeichnet                          |
| Indigene | 0,0 %   | 0,3 %   | 0,1 %   | Ureinwohner oder Indio bezeichnet                                                |
| ohne Angabe | 0,0 %   | 1,1 %   | 0,0 %   |                                                                                  |
| Gesamt | 100,0 % | 100,0 % | 100,0 % |                                                                                  |
| *) Anmerkung: Das IBGE verwendet für Volkszählungen ausschließlich diese fünf Gruppen. Es verzichtet bewusst auf Erläuterungen. Die Zugehörigkeit wird vom Einwohner selbst festgelegt. |         |         |         |                                                                                  |

Quelle: IBGE (Stand: 1991, 2000 und 2010)